# Real Madryt w sezonie 1908/1909
Sezon 1908/09 był 7. sezonem w historii Realu Madryt, wówczas Madrid FC.

## Skład
W klubie grali m.in.: García Durán, José Quirante, Manuel Prast, Alvarez-Buylla, Espinosa.

## Mecze
zwycięstwo Realu Madryt
     remis
     zwycięstwo drużyny przeciwnej
| 130 stycznia 1909 | Madrid FC | 0:2 | Athletic de Madrid |                        |
|                   |           |     |                    | Plaza de Toros, Madryt |

| 27 lutego 1909 | Madrid FC | 0:1 | Español de Madrid |                                 |
|                |           |     | ?' V. Gomez       | Hipodrom, Madryt Sędzia: Romero |

| 314 lutego 1909 | Madrid FC                            | 4:2 | Gimnástica Española |                  |
|                 | Alvárez-Buylla Chulilla Espinosa (?) |     | Navarro (?)         | Hipodrom, Madryt |